# Invincible-klass (hangarfartyg)
Invincible-klass var en fartygsklass bestående av lätta hangarfartyg opererade av brittiska Royal Navy. Tre fartyg konstruerades, HMS Invincible, HMS Illustrious och HMS Ark Royal. Fartygen byggdes som en flygplanskompatibel ubåtsjakt-plattform för att motverka Sovjetunionens ubåtshot i Nordatlanten under kalla kriget. Fartygen bar inledningsvis Sea Harrier-flygplan och Sea King HAS.1-ubåtsjakthelikoptrar. I och med avbeställningen av CVA-01 blev de tre fartygen ersättare för  Audacious- och Centaur-klassens hangarfartyg och Royal Navys enda hangarfartygsklass.
De tre fartygen har tjänstgjort på ett antal olika platser, däribland Sydatlanten under Falklandskriget, Adriatiska havet under Bosnienkriget och i Mellanöstern under invasionen av Irak 2003.
Fartygsklassen togs ur tjänst 2014 och kommer ersättas av Queen Elizabeth-klassen.

## Historia
Invincible-klassen var från början tänkt att bli en 6 000 ton tung helikopterbärande robotkryssare som skulle ha kompletterat de då planerade tyngre CVA-01-hangarfartygen. Planerna på CVA-01-klassen kom dock att avbrytas under 1960-talet och helt plötsligt var Invincible-klassen den enda planerade klass som skulle kunna bära flyg. För att inte bli helt utan hangarfartyg i framtiden beslutades att klassen skulle förstoras. Den slutgiltiga versionen blev en 18 000 ton tung och 209 meter lång hangarfartygsklass.
Klassen skulle dock bli för liten för att stridsflyg skulle kunna lyfta på det klassiska sättet med hjälp av katapultsystem. Man uppfann då ett system där en man installerade en höjning i fartygets för, en ramp eller en så kallad ski-jump. Med hjälp av denna kunde nu stridsflyg lyfta ifrån fartyget även med tyngre laster. Under 1970-talet led projektet av förseningar på grund av budgetproblem och inte förrän i juli 1977 kunde det första fartyget i klassen sjösättas. Fartyget togs i tjänst 1980 och fick namnet HMS Invincible. Ytterligare två fartyg i klassen kom senare att byggas, Illustrious (1983) och Ark Royal (1985).
Klassen har tjänstgjort i Falklandskriget, Operation Deny Flight, Operation Deliberate Force, Operation Bolton, Operation Allied Force, invasionen av Irak 2003 etc.
Invincible utrangerades 2005 och försattes i reserven i en låg beredskap. Hon såldes till ett turkiskt skrotupplag i februari 2011, och lämnade Portsmouth under bogsering den 24 mars 2011. I enlighet med Strategic Defence and Security Review år 2010 följde Ark Royal och utrangerades den 13 mars 2011. HMS Illustrious följde samma öde som sina systerfartyg och togs ur tjänst 2014 och skrotades 2016.